# Mazateca
El mazateca o llengües mazateques és una macrollengua o grup de llengües ameríndies estretament emparentades parlades a Mèxic, parlades pels mazateques al nord de l'estat d'Oaxaca i en algunes comunitats dels estats de Puebla i Veracruz.
Formalment el mazateca no és una llengua homogènia, sinó que consta d'un conjunt de varietats lingüístiques que podrien considerar-se llengües diferents a causa del grau divergència existent entre ells. Una part de les varietats es parlen a la regió amb els límits de Puebla-Oaxaca a Mèxic; es troben en aquesta més de 6 variants destacades les dels municipis de Mazatlán, Flores Magón i Huautla de Jiménez. La variant més comuna és la de Mazatlán (ja la majoria són semblades a aquesta),però s'usa en l'ensenyament la de Huautla de Jiménez.

## Nom de la llengua
El terme "mazateca" és un exònim d'origen nàhuatl. No obstant això, els propis mazateques prefereixen usar el terme Ha shuta Enima (o altres variants), com autònim, expressió que significa 'treballadors de les muntanyes, gent de costums humils'

## Estatus oficial
Aquesta llengua juntament amb totes les llengües indígenes de Mèxic i l'espanyol van ser reconegudes com a "llengües nacionals" a causa de la Ley General de Derechos Lingüísticos de los Pueblos Indígenas promulgada i publicada l'any 2003.

## Classificació
Des del punt de vista filogenètic constitueixen una divisió del grup popoloca de les llengües otomang juntament amb el popoloca, l'ixcateca i el chocho. Daniel Garrison Brinton va ser el primer a proposar una classificació de les llengües mazateques, que ell va agrupar amb les llengües zapoteques i les llengües mixteques. En 1892 va revisar la seva pròpia classificació i va suggerir que de fet el mazateca era relacionat amb les llengües chiapaneca-mangue i txibtxa.
Els primers treballs comparatius de Morris Swadesh, Roberto Weitlaner i Stanley Newman van establir les bases per als estudis comparatius otomang, i l'alumna de Weitlaner María Teresa Fernandez de Miranda fou la primera a proposar la reconstrucció de les llengües popolocanes en la que si bé hi citava el mazateca, després la va deixar fora de la reconstrucció.
Els treballs posteriors de la membre del Summer Institute of Linguistics Sarah Gudschinsky van donar una reconstrucció total inicial del proto-mazateca (Gudschinsky 1956) i posteriorment del Proto-Popolocano-Mazateca (Gudschinsky 1959) (llavors conegut com a Popotecano, un terme que no va quallar).

## Varietats
La classificació estàndard ISO 639-3 enumera vuit parles mazateca i reben els noms de les viles on són parlades:
- Mazateca Chiquihuitlán (2.500 parlants a San Juan Chiquihuitlán. Força divergent de les altres varietats.)
- Central
  - Mazateca de Huautla (50.000 parlants. Dialecte de prestigi parlat a Huautla de Jimenez).
  - Mazateca d'Ayautla (3.500 parlants a San Bartolome Ayautla. Força semblant a l'Huautla.)
  - Mazateca de Mazatlán (13.000 parlants a Mazatlán i viles dels volants. Quelcom semblant a l'Huautla.)
- Mazateca d'Eloxochitlán o Mazateca Jeronimo (34.000 parlants a San Jerónimo Tecóatl, San Lucas Zoquiapan, Santa Cruz Acatepec, San Antonio Eloxochitlán i altres viles. Quelcom semblant a l'Huautla.)
- Mazateca d'Ixcatlán (11.000 parlants a San Pedro Ixcatlan, Chichicazapa, i Nuevo Ixcatlan. Quelcom semblant a l'Huautla.)
- Mazateca de Jalapa (16.000 parlants a San Felipe Jalapa de Díaz. Quelcom semblant a l'Huautla.)
- Mazateca de Soyaltepec (23.000 parlants San Maria Jacaltepec i San Miguel Soyaltepec. Quelcom semblant a l'Huautla.)

Segons l'INALI, les variants del mazateca són:
- Mazateca del nord-oest o en nexijen
- Mazateca de la presa bajo o en ningotsie
- Mazateca de l'est bajo o ntaxjo
- Mazateca del sud o nne nangui ngaxni
- Mazateca del sud-est o enre naxinanda nguifi
- Mazateca d'Eloxochitlán o en ngixo
- Mazateca del centre o enna (del centro)
- Mazateca del sud-oest o ienra naxinandana nnandia
- Mazateca de Huehuetlán o an ndexu
- Mazateca de Tecóatl o enna (de Tecóatl)
- Mazateca de la Presa alto o enna (de la presa alto)
- Mazateca de l'oest o enna (del oeste)
- Mazateca del nord o en naxo tota/en nda xo
- Mazateca de Ocopetatillo o en ndaja
- Mazateca d'Acatepec o en naxi llanazo
- Mazateca de Puebla o an xo'boo

Els estudis d'intel·ligibilitat mútua entre les comunitats de parla mazateca revelen que la majoria són relativament propers però prou diferents perquè els programes d'alfabetització hagin de reconèixer les normes locals. Les varietats de Huautla, Ayautla i Mazatlán són al voltant del 80% mútuament intel·ligibles; Tecóatl (Eloxochitlán), Jalapa, Ixcatlán i Soyaltepec són més distants, a +70% d'intel·ligibilitat amb Hautla o amb altres. Chiquihuitlán és divergent.
En 2005 hi havia més de 200.000 parlants de mazateca segons l'INEGI. Aproximadament el 80% d'aquests parlants coneixen i usen l'espanyol en determinats casos. No obstant això, molts nens mazateques saben poc o res d'espanyol quan entren a l'escola.

## Descripció lingüística
Com altres llengües otomang, les variants de mazateca són llengües tonals. De fet la tonalitat fa que puguin existir formes xiulades d'aquesta llengua.

### Vocals
Hi ha considerables diferències en el nombre de vocals en diferents varietats mazateques. El mazateca de Huautla de Jímenez Mazatec té només quatre contrastant qualitats vocals /i e a o/, mentre que la de Chiquihuitlán en té sis.
El mazateca de Jalapa té un sistema bàsic de cinc vocals frontals obertes i tancades, amb una vocal mitjana addicional [o]. Vocals addicionals distingeixen els tipus de fonació oral, nasal, entretallada i estrident. Hi ha alguna evidència que també hi ha síl·labes balístiques que contrasten amb les no balístiques.
|                 | Anterior | Anterior | Anterior | Anterior | Posterior | Posterior | Posterior | Posterior |
| oral            | nasal    | trencada | Murmuri  | oral     | nasal     | trencada  | Murmuri   |           |
| --------------- | -------- | -------- | -------- | -------- | --------- | --------- | --------- | --------- |
| Tancada         | i        | [ĩ]      | [ḭ]      | [i̤]      | u         | [ũ]       | [ṵ]       | [ṳ]       |
| Mitjana tancada |          |          |          |          | o         | [õ]       | [o̰]       | [o̤]       |
| Oberta          | æ        | [æ̃]      | [æ̰]      | [æ̤]      | ɑ         | [ɑ̃]       | [ɑ̰]       | [ɑ̤]       |

Per altra banda. el mazateca de Chiquihuitlán Mazatec té 6 vocals i una distinció nasal. Jamieson no hi descriu una distinció fonètica trencada/murmuri però hi descriu vocals interrompudes per aturades glotals que corresponen a trencament i murmuri.
|                 | Anterior | Anterior           | Anterior           | Anterior | Posterior | Posterior          | Posterior          | Posterior |
| oral            | nasal    | interrompuda per ʔ | interrompuda per h | oral     | nasal     | interrompuda per ʔ | interrompuda per h |           |
| --------------- | -------- | ------------------ | ------------------ | -------- | --------- | ------------------ | ------------------ | --------- |
| Tancada         | i        | [ĩ]                | [ḭ]                | [i̤]      | u         | [ũ]                | [ṵ]                | [ṳ]       |
| Mitjana tancada | e        | [ẽ]                | [ḛ]                | [e̤]      | o         | [õ]                | [o̰]                | [o̤]       |
| Oberta          | æ        | [æ̃]                | [æ̰]                | [æ̤]      | ɑ         | [ɑ̃]                | [ɑ̰]                | [ɑ̤]       |

#### Consonants
El mazatec de Jalapa Mazatec té un triple contrast entre articulacions aspirades/sordes, sonores i nasalitzades per a totes les oclusives, nasals i aproximants. La lateral l esdevé només amb els préstecs, i la baatgant [ɾ] esdevé només amb un morfema, probablement a ɾ. L'aspirada bilabial i oclusiva plana tambóe són fonemes marginals.
|                |                | Bilabial | Dental | Postalveolar | Velar | Glotal |
| Oclusiva       |                | Bilabial | Dental | Postalveolar | Velar | Glotal |
| -------------- | -------------- | -------- | ------ | ------------ | ----- | ------ |
| Oclusiva       | aspirada       | (pʰ)     | tʰ     |              | kʰ    |        |
| Oclusiva       | plana          | (p)      | t      |              | k     | ʔ      |
| Oclusiva       | prenasalitzada | mb       | nd     |              | ŋɡ    |        |
| Africada       |                |          |        |              |       |        |
| aspirada       |                | tsʰ      | tʃʰ    |              |       |        |
| no aspirada    |                | ts       | tʃ     |              |       |        |
| prenasalitzada |                | nd͡z      | nd͡ʒ    |              |       |        |
| Fricativa      |                |          |        |              |       |        |
| sorda          |                | s        | ʃ      |              | h     |        |
| Nasal          |                |          |        |              |       |        |
| sorda          | m̥              | n̥        | ɲ̥      |              |       |        |
| plana          | m              | n        | ɲ      |              |       |        |
| modal          | m̰              | n̰        | ɲ̰      |              |       |        |
| Aproximant     |                |          |        |              |       |        |
| sorda          |                |          | ȷ̊      | ʍ            |       |        |
| plana          |                | (l)      | j      | w            |       |        |
| nasalitzada    |                |          | j̃      | w̰            |       |        |
| Bategant       | Bategant       |          | (ɾ)    |              |       |        |